# Phaung-Daw-U-Pagode

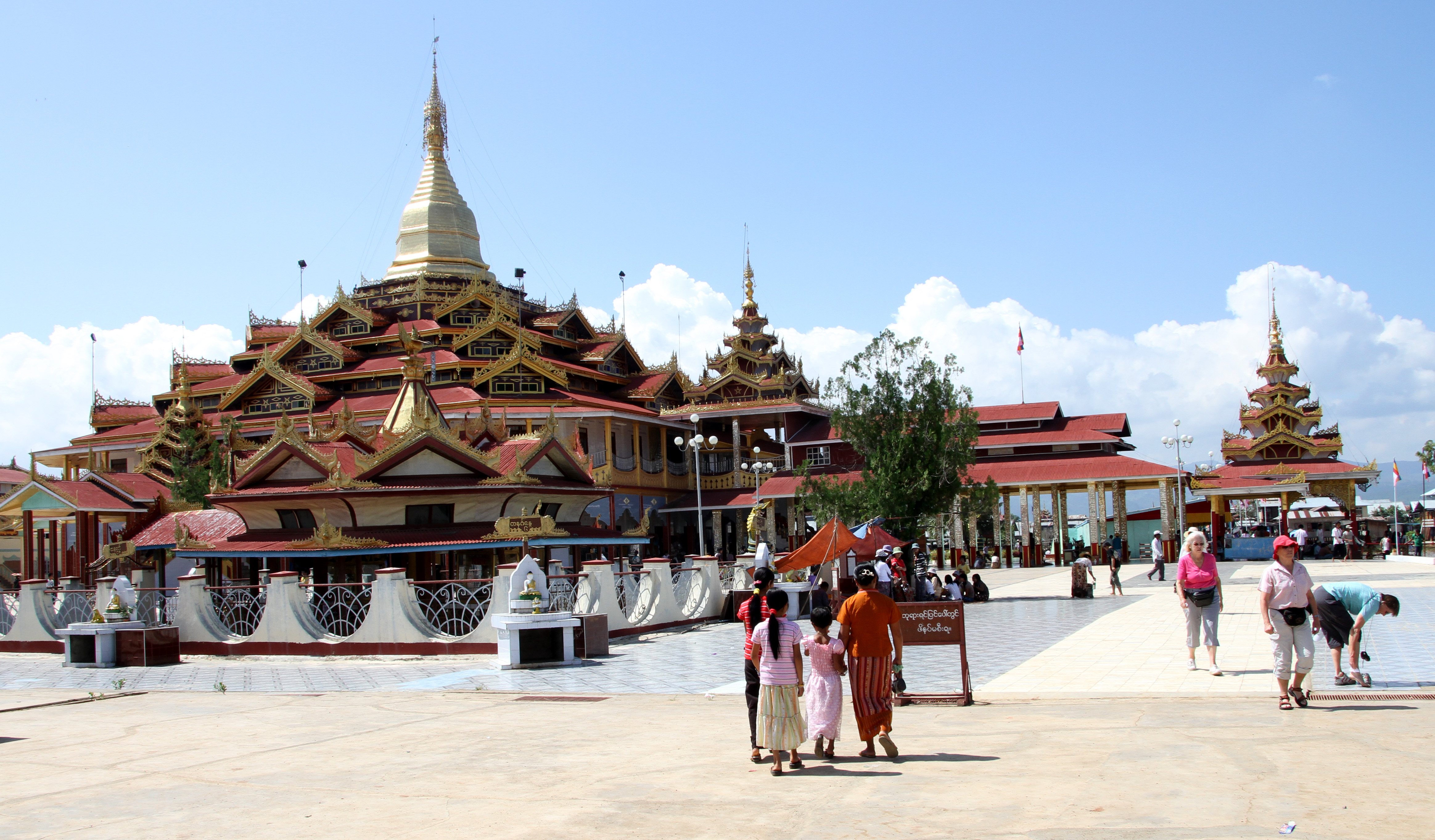
Phaung-Daw-U-Pagode

Die Phaung-Daw-U-Pagode (birmanisch ဖောင်တော်ဦးဘုရား, sprich: pʰàʊɴ dɔ̀ ʔú pʰəjá) ist eine buddhistische Tempelanlage am Inle-See in Myanmar.

## Beschreibung
Die Pagode liegt am Westufer des Inle-Sees in der Nähe der Stadt Ywama. Das moderne Hauptgebäude hat einen quadratischen Grundriss und ein dreistufiges Dach mit Erkern an den Ecken und in den Seitenmitten des Quadrats, was den Übergang in den achteckigen Dachaufbau einleitet, der wiederum von einem achteckigen Stupa samt Hti gekrönt wird.
In einer von schlanken goldglänzenden Pfeilern getragenen hohen Halle steht ein Baldachin mit dem Altar für fünf Buddha-Statuen aus dem 12. Jahrhundert, um die sich viele Legenden und eine dicke Schicht Gold gebildet haben. Die Form der Figuren ist kaum noch zu erkennen; unzählige Schichten Blattgold, von Gläubigen im Laufe der Zeit aufgebracht, haben sie in unförmige Goldklumpen verwandelt.

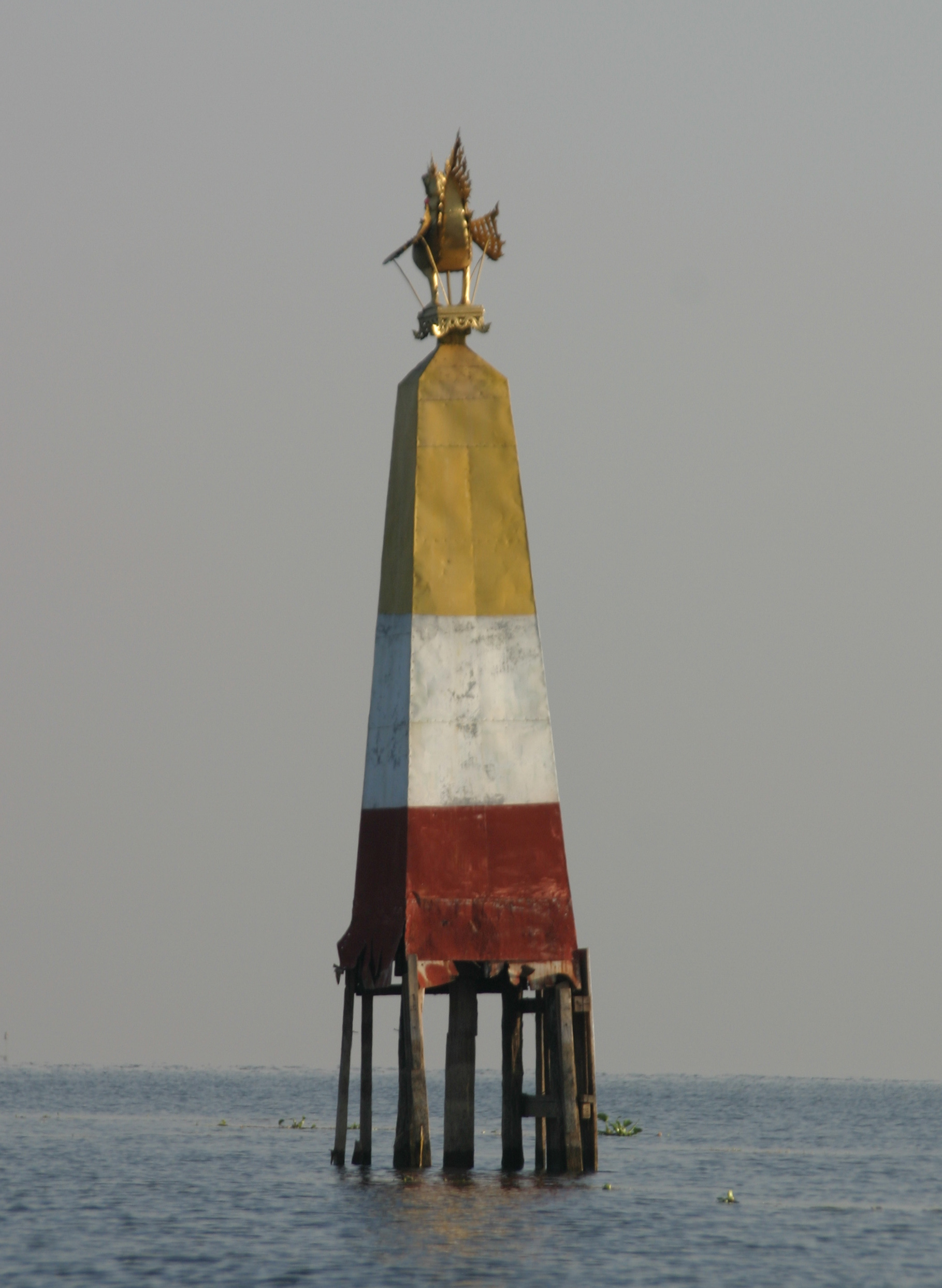
Unglücksstelle

Die neueste Legende hat ihren Ursprung in einem Unglück bei der alljährlich im September oder Oktober stattfindenden Schiffsprozession: als im Jahr 1965 die Königsbarke mit den fünf Buddhas kenterte, fielen sie ins Wasser und konnten in dem flachen See auch schnell wieder aufgefunden werden – bis auf eine, die scheinbar verschwunden war. Als man die vier wieder gefundenen Statuen nach Phaung Daw U zurückbrachte, hatte der verloren geglaubte fünfte Buddha den Weg an seinen Platz auf dem Altar bereits wieder zurückgelegt. Seit dieser Zeit gehen nur noch die vier weniger wunderlichen Buddhas auf die Festreise um den See. Ein Seezeichen markiert die Unglücksstelle.
In unmittelbarer Nähe der Pagode steht die Garage für die Königsbarke.

## Galerie

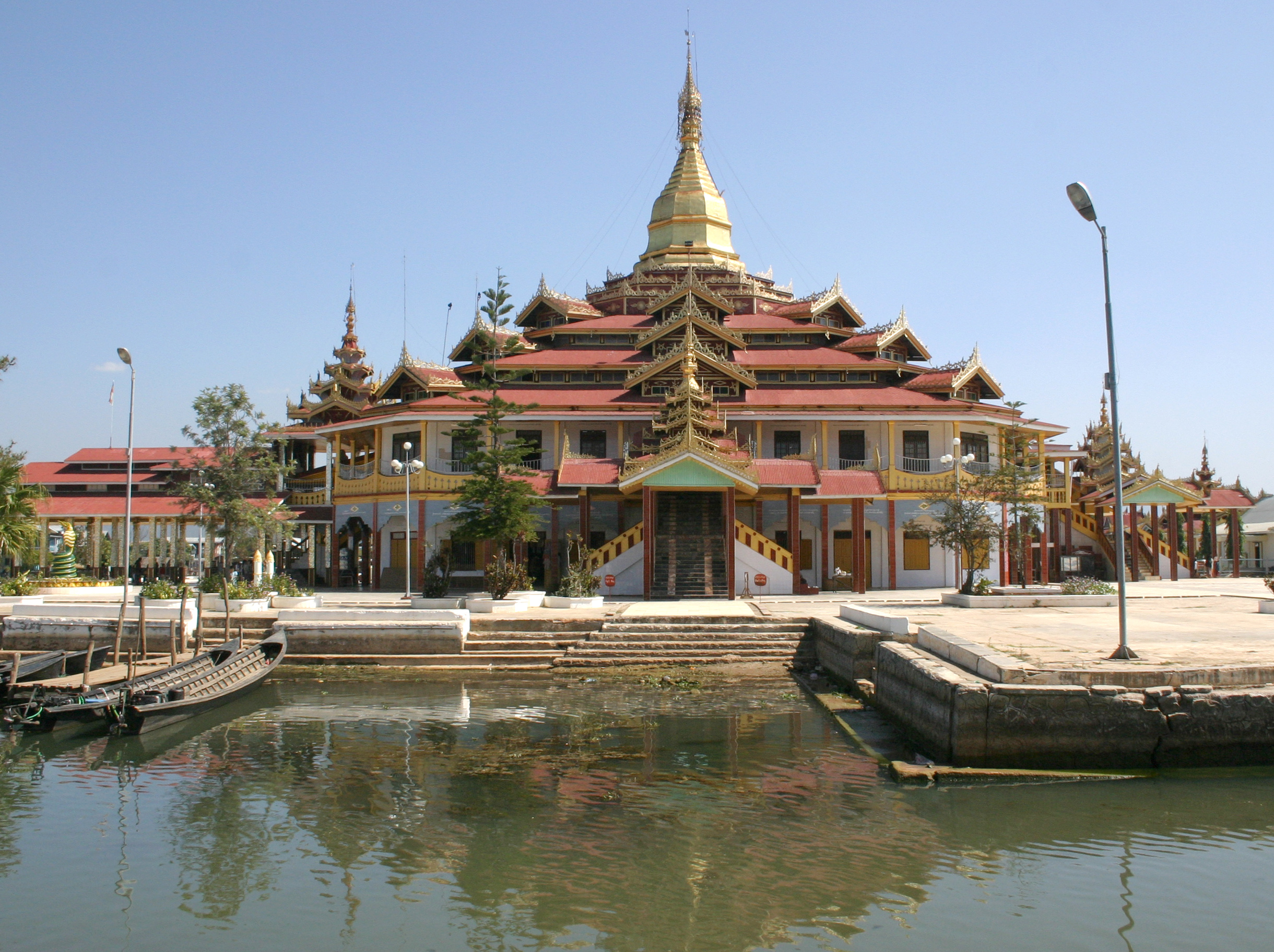
Außenansicht
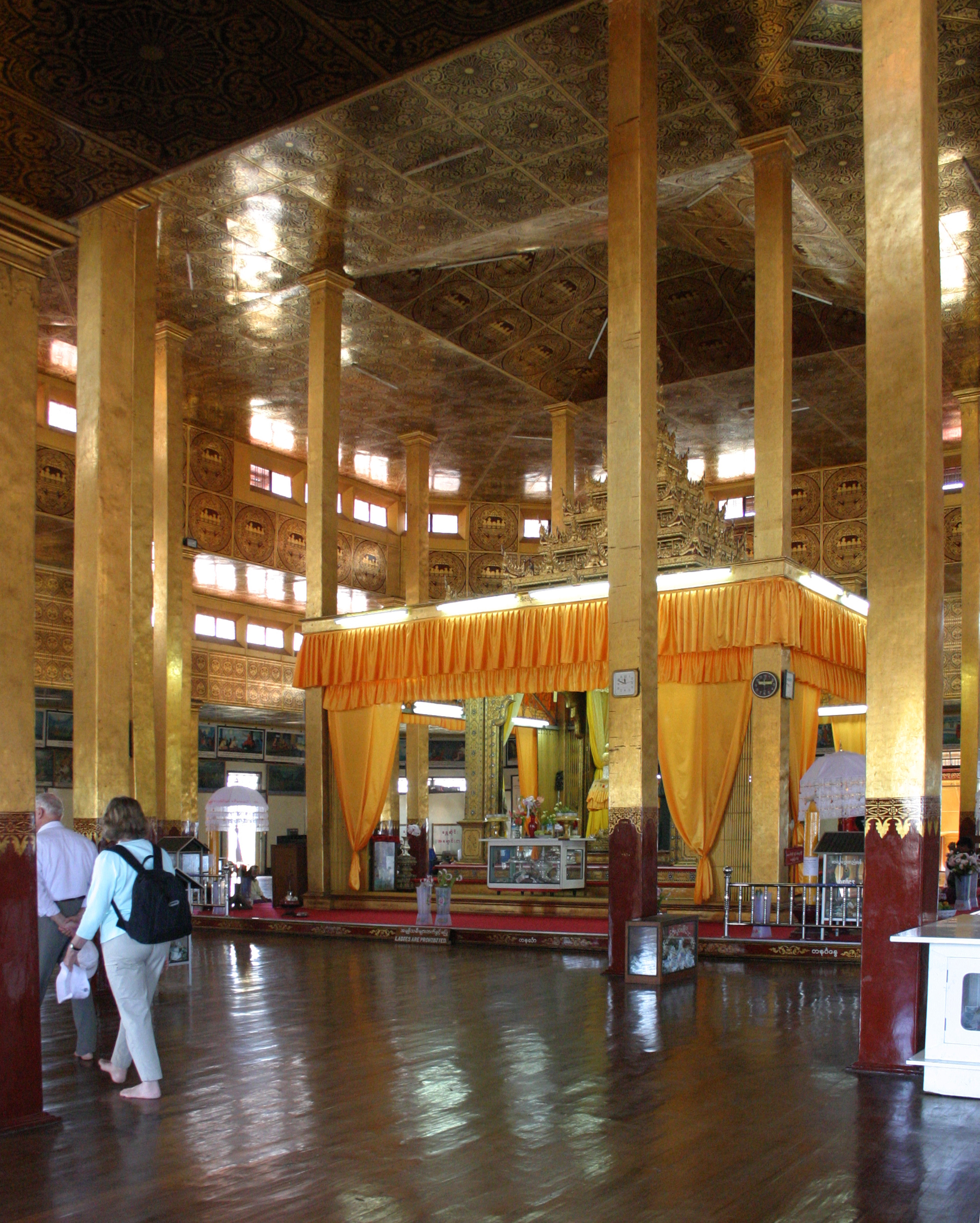
Halle
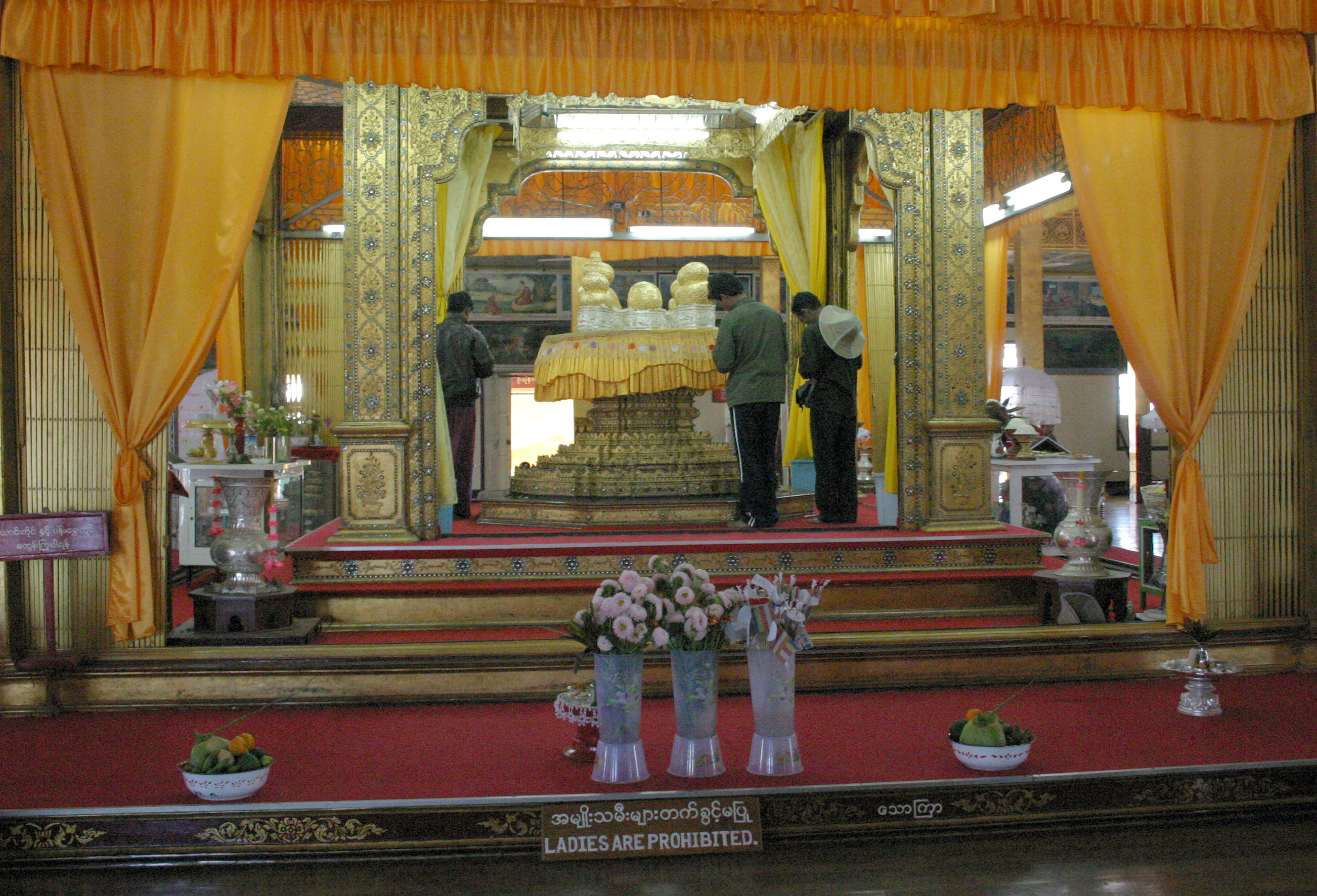
Baldachin
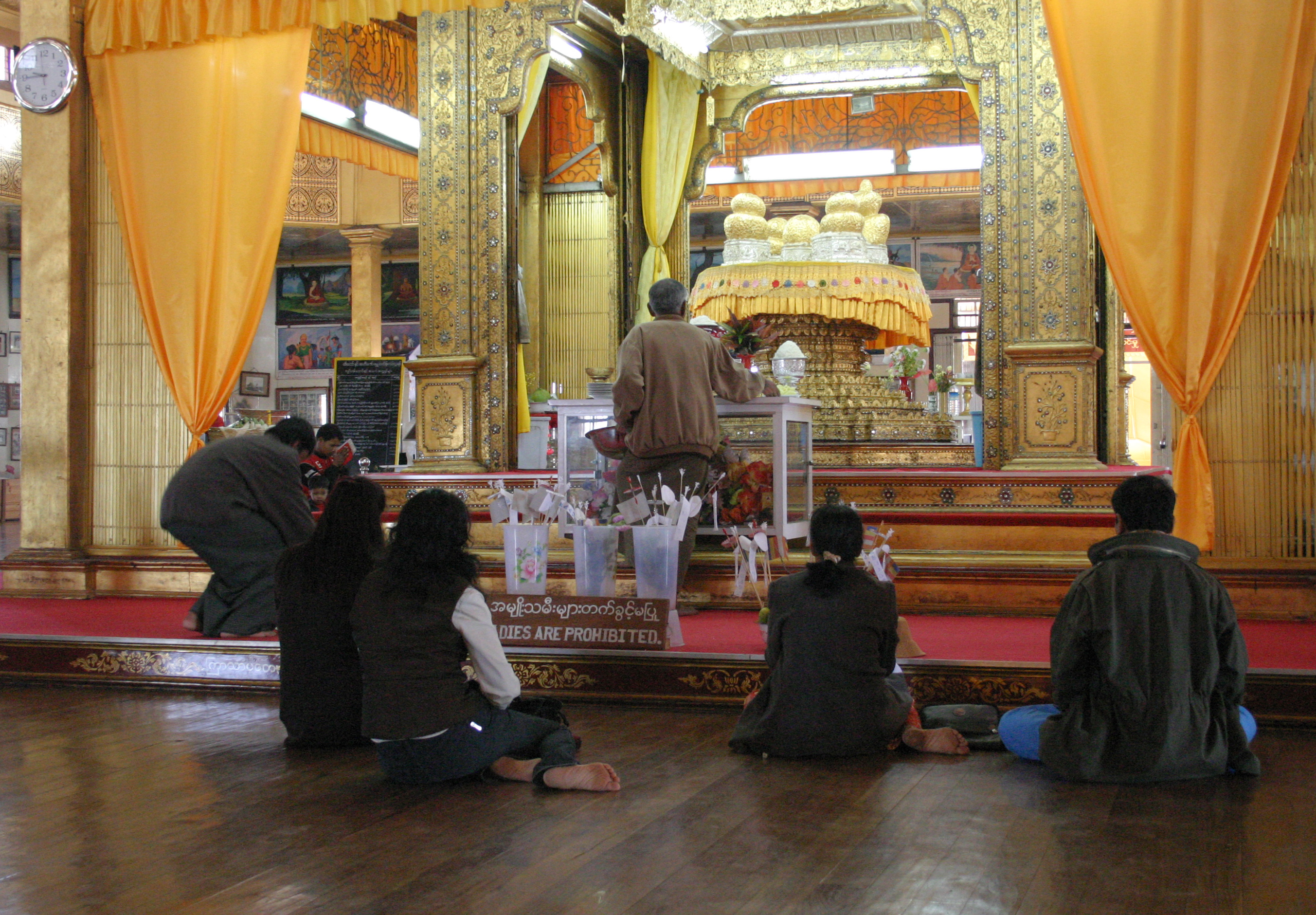
Altar
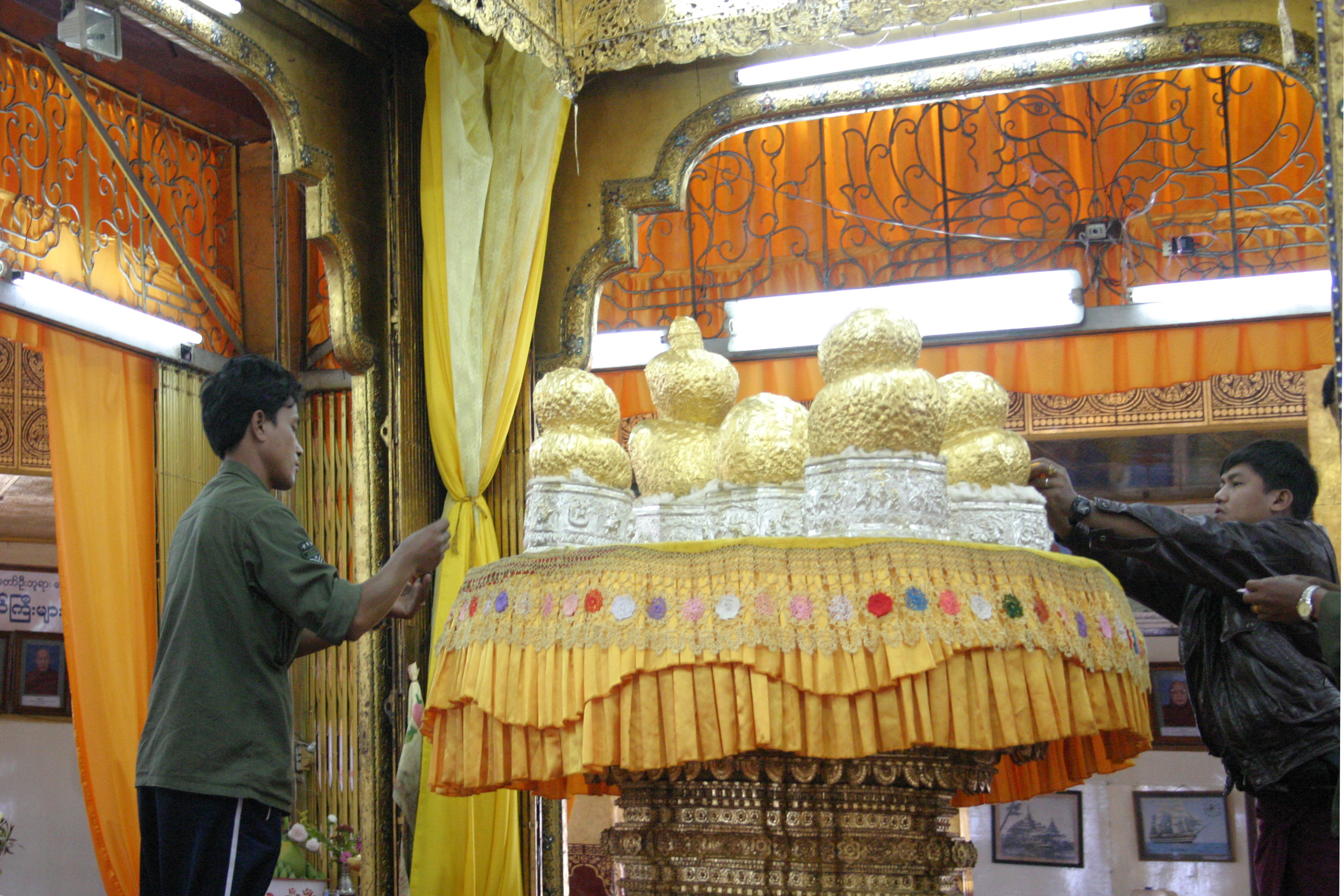
Buddhas
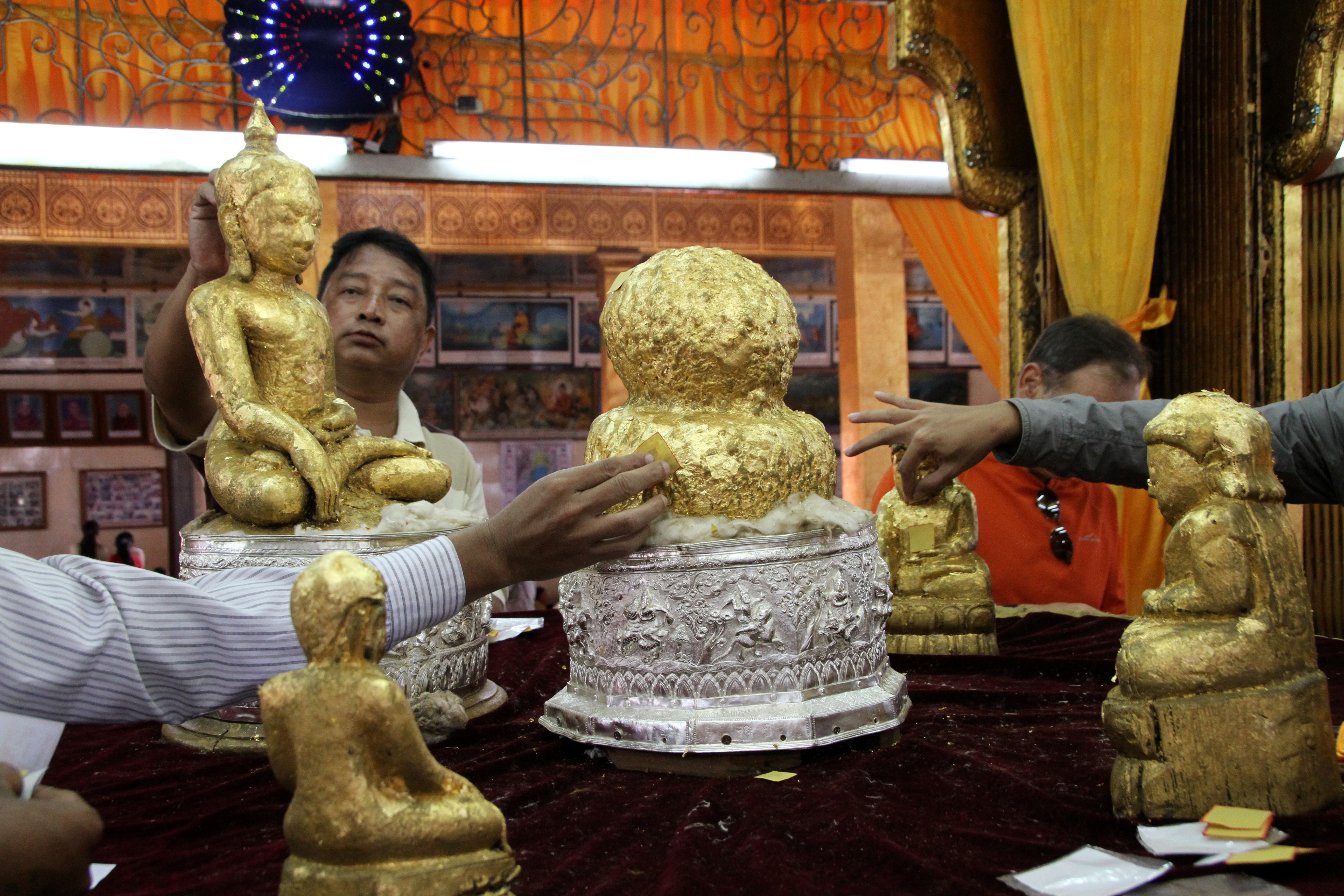
Der 5. Buddha
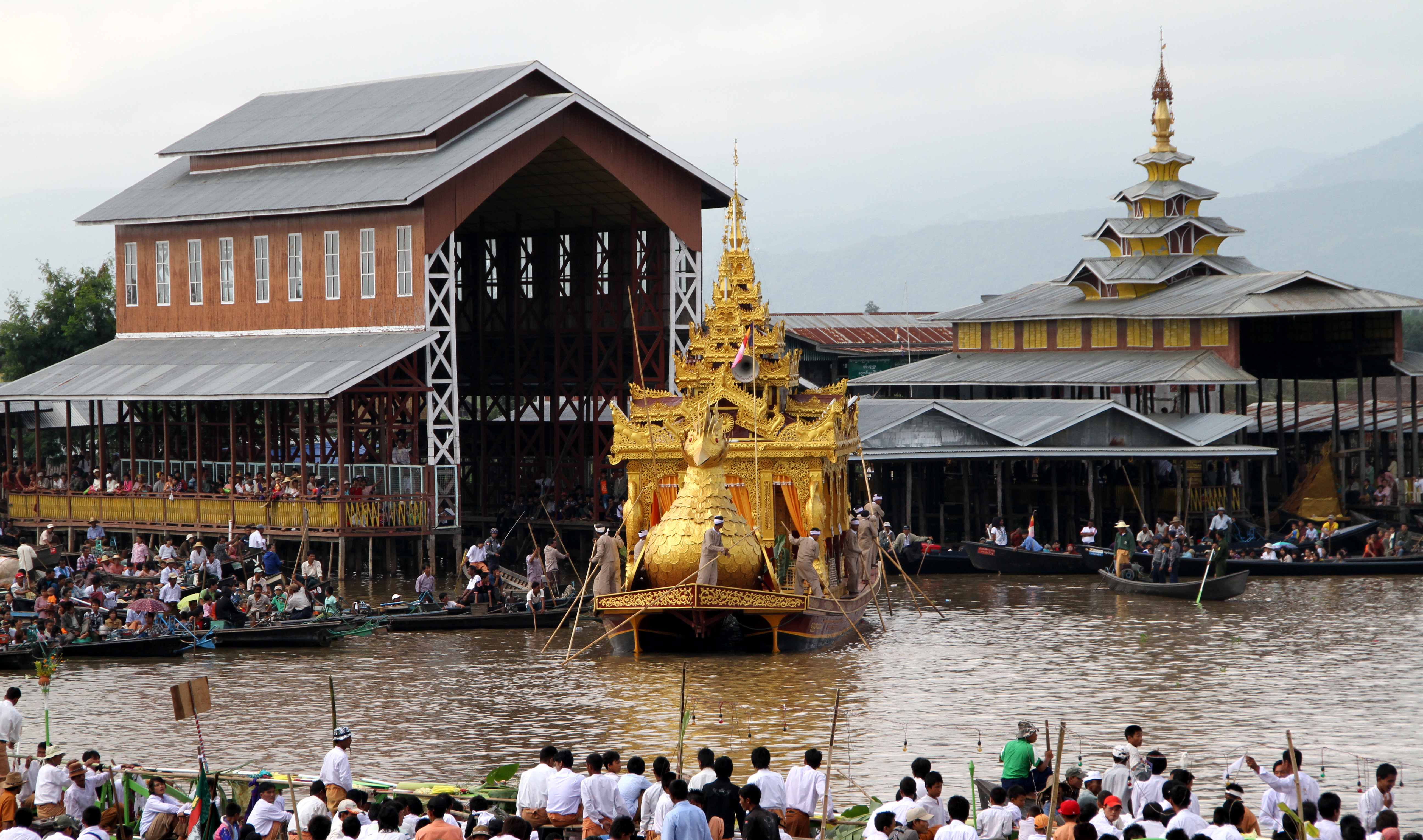
Garage für die Königsbarke
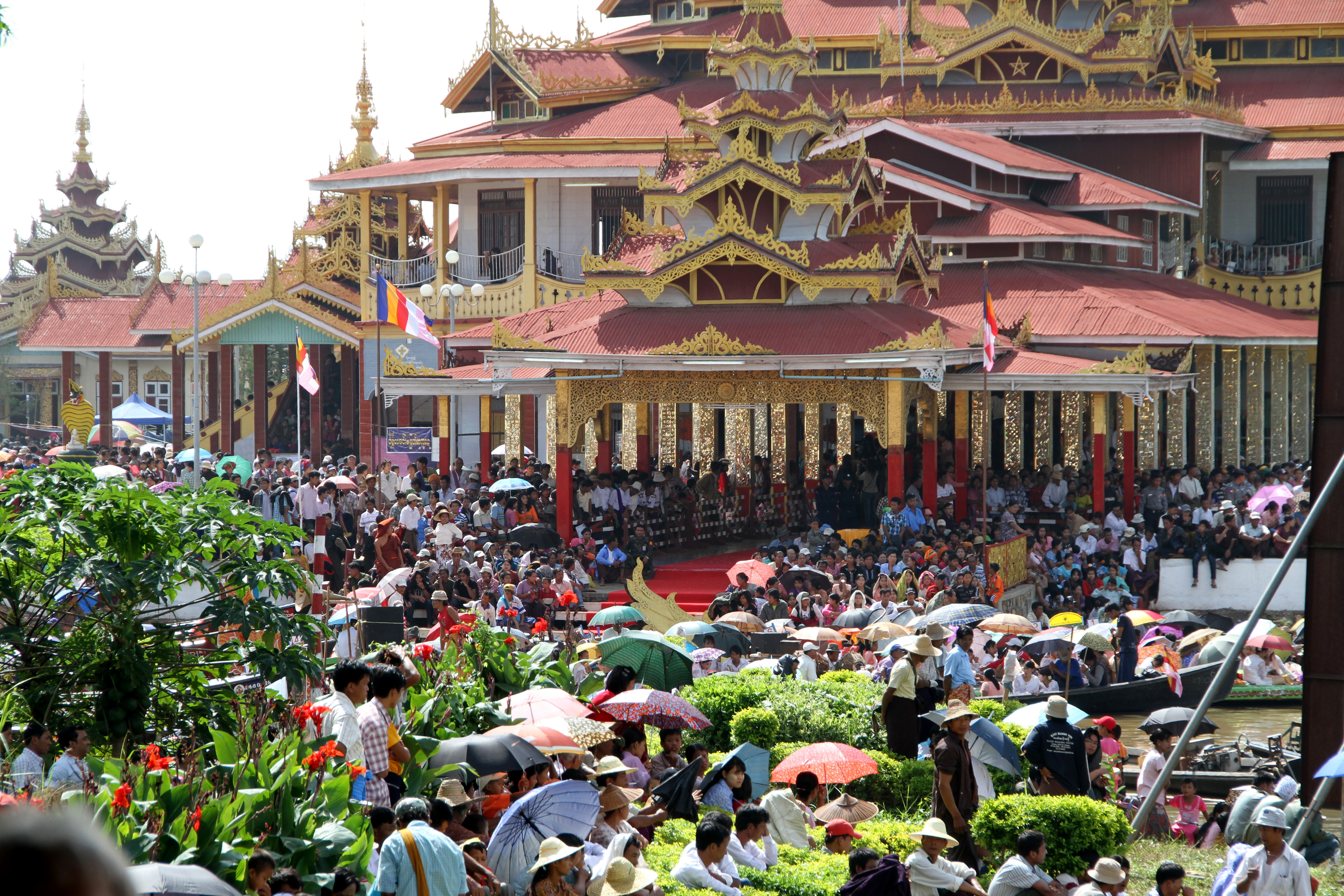
Festbetrieb